# Ticuantepe
Ticuantepe – miasto w Nikaragui, w departamencie Managua.